# Mininettuno

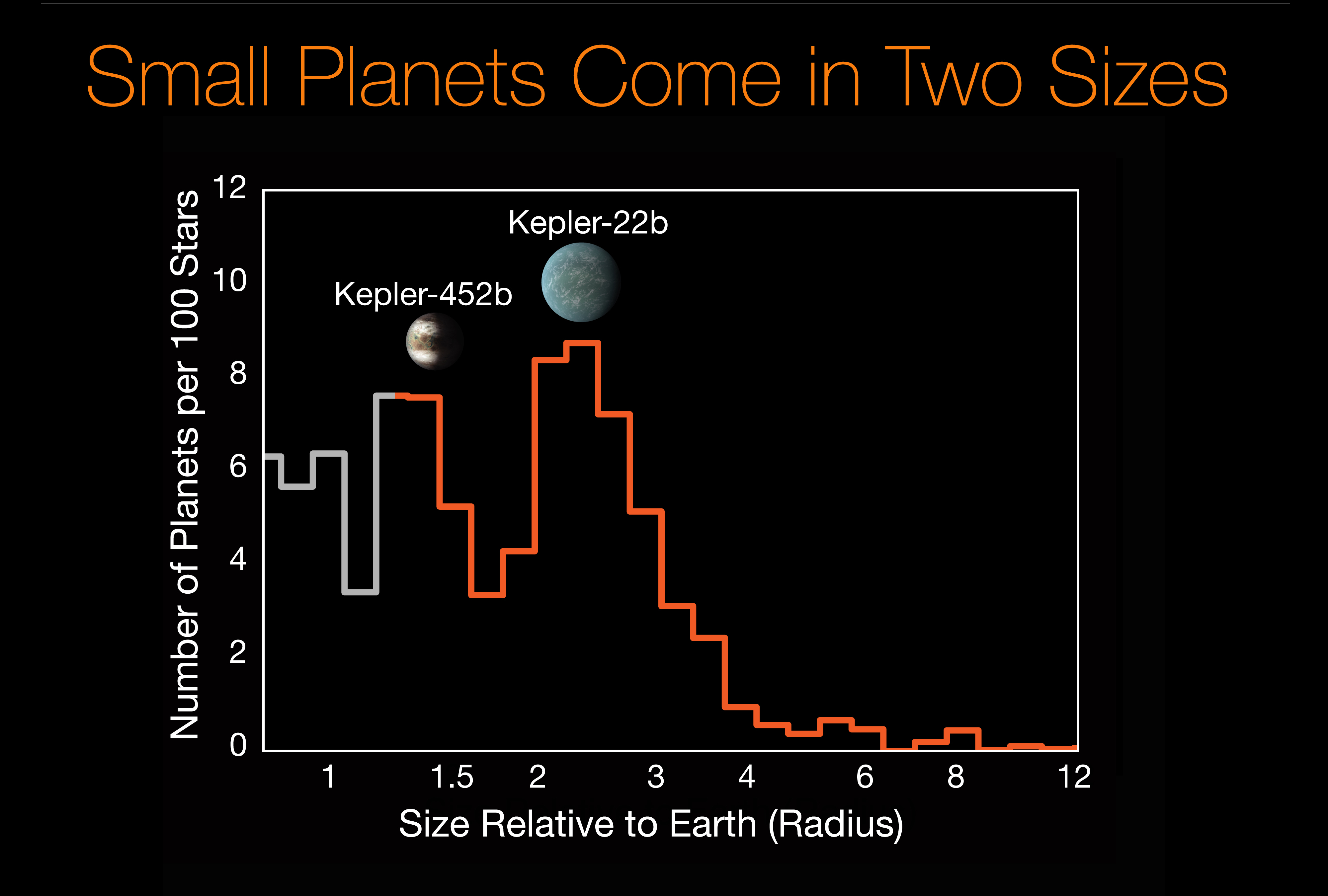
Nel grafico viene mostrata la distribuzione dei pianeti di piccola taglia conosciuti rispetto al loro raggio. Si osservano due picchi, separati da un'area vuota indicata come la "valle dei raggi" ("Radius Valley" in inglese), che si ritiene separi i pianeti di tipo roccioso dai nani gassosi.

Un mininettuno, chiamato talvolta nano gassoso, è un pianeta con composizione simile a quella dei pianeti Urano e Nettuno del nostro sistema solare, ma con una massa inferiore. Questi pianeti hanno spesse atmosfere di idrogeno ed elio che ricoprono profondi mantelli di ghiaccio, roccia od oceani liquidi composti da acqua, ammoniaca o da una combinazione delle due sostanze. I mininettuno hanno solitamente piccoli nuclei costituiti da composti volatili a bassa densità. Senza una spessa atmosfera, un pianeta di questo tipo sarebbe invece classificato come pianeta oceanico.
La linea di demarcazione tra i pianeti rocciosi, come sono anche le super Terre e i pianeti gassosi, è stimata in circa due raggi terrestri, mentre Lozovsky et al. (2018), considerano dei mininettuno pianeti con più del 2% di massa costituita da idrogeno ed elio, ponendo il limite tra super Terre e mininettuno a 3 raggi terrestri, pur confermando studi precedenti (Rogers 2015) che suggerivano che oltre 1,6 raggi terrestri un pianeta non sarebbe completamente roccioso, con quantità di elementi leggeri certamente superiori a quelle terrestri. La massa può variare notevolmente a seconda delle loro composizioni, da un minimo di una massa terrestre fino a 20 M⊕.
Kepler-138 d (KOI-314 c), che ha una massa paragonabile a quella terrestre, è sospettato essere un mininettuno, a causa della sua bassa densità e del suo diametro relativamente grande, di oltre 20000 km. Diversi pianeti inizialmente catalogati come super Terre potrebbero essere in realtà dei nani gassosi. Attorno a Kepler-223 invece sembrano orbitare ben quattro pianeti  di questo tipo, in risonanza orbitale tra loro, mentre attorno a HD 110067 orbiterebbero ben sei mininettuno.